# The End: Live in Birmingham
The End: Live in Birmingham è un album dal vivo del gruppo musicale britannico Black Sabbath, pubblicato il 17 novembre 2017 dalla Eagle Vision.

## Descrizione
Si tratta dell'ultimo album dal vivo del gruppo che venne registrato il 4 febbraio 2017 a Birmingham (prima dello scioglimento), luogo dove il gruppo si era formato quasi 50 anni prima.

## Tracce
CD 1
1. Black Sabbath – 7:26
2. Fairies Wear Boots – 6:28
3. Under the Sun/Every Day Comes and Goes – 7:04
4. After Forever – 6:26
5. Into the Void – 7:07
6. Snowblind – 6:39
7. Band Intros – 1:32
8. War Pigs – 8:32
9. Behind the Wall of Sleep – 3:32
10. Bassically/N.I.B. – 6:36

CD 2
1. Hand of Doom – 7:05
2. Supernaut/Sabbath Bloody Sabbath/Megalomania – 3:28
3. Rat Salad/Drum Solo – 8:32
4. Iron Man – 7:53
5. Dirty Women – 8:22
6. Children of the Grave – 6:33
7. Paranoid – 4:46

The Angelic Sessions – CD bonus nell'edizione deluxe
1. The Wizard
2. Wicked World
3. Sweet Leaf
4. Tomorrow's Dream
5. Changes

## Formazione
- Ozzy Osbourne – voce
- Tony Iommi – chitarra
- Geezer Butler – basso
- Tommy Clufetos - batteria